# Fabiano Joseph
Fabiano Joseph Naasi (né le 24 décembre 1985 à Babati) est un athlète tanzanien, spécialiste du fond et des courses sur route.
Il remporte le titre de champion du monde du semi-marathon en 2005.
Ses meilleurs temps sont :
- 3 000 m : 	7 min 54 s 12 Saragosse 	08/06/2004
- 5 000 m : 	13 min 12 s 76 Melbourne 	20/03/2006
- 10 000 m : 	27 min 19 s 72 Hengelo 	24/05/2008